# 飯田鼎
飯田 鼎（いいだ かなえ、1924年＜大正13年＞9月24日 - 2011年＜平成23年＞5月10日）は、日本の経済学者。

## 概要
1924年9月24日、千葉県東葛飾郡鎌ヶ谷村（現：鎌ケ谷市）中沢に飯田粲・いゐ夫妻の二男として生まれる。1942年旧制日本大学第一中学校（現在の日本大学第一高等学校）卒業、1949年慶應義塾大学経済学部を卒業し、同経済学部助手。1957年助教授に就任。1958年イギリス労働組合の生成により慶應義塾賞を受賞。慶應義塾労働組合三田支部委員長、慶應義塾労働組合委員長などを歴任。1966年10月教授に昇任。慶應義塾大学より経済学博士の学位を取得。1967年法政大学経済学部講師(社会政策論担当)を兼任(任期1年)。1991年3月定年により慶應義塾大学教授を退任。同大学名誉教授。1991年二松学舎大学国際政治経済学部教授。1997年二松学舎大学教授退任。2011年5月10日死去。同月14日に葬儀が行われた。

## 著作
- 『イギリス労働運動の生成 黎明期の労働運動と革命的民主主義』有斐閣 1958
- 『マルクス主義における革命と改良―第一インターナショナルにおける階級,体制および民族の問題』1966年 御茶の水書房
- 『イギリス・衰亡と再生』亜紀書房 1976
- 『労働運動の展開と労使関係 国際比較研究のために』未来社 1977
- 『福沢諭吉――国民国家論の創始者』1984年 中公新書
- 『社会政策の基本問題 歴史と現代との対話』亜紀書房 1987
- 『わがヨーロッパ社会史の旅 体験と思索と』丘書房 1988
- 『英国外交官の見た幕末日本』吉川弘文館 1995
- 『飯田鼎著作集』 御茶の水書房

第1巻　ヴィクトリア時代の社会と労働問題 「セルフ・ヘルプ」と労働者および知識人 1996
第2巻　労働運動の展開と労使関係 労使関係の国際比較 1997
第3巻　高度資本主義と社会政策 日本とイギリス 1998
第4巻　日本経済学史研究 日本の近代化と西欧経済学 2000
第5巻　福澤諭吉研究 福澤諭吉と幕末維新の群像 2001
第6巻　福澤諭吉と自由民権運動 自由民権運動と脱亜論 2003
第7巻　幕末・明治の士魂 啓蒙と抵抗の思想的系譜 2005
第8巻　ヨーロッパ社会史の旅 体験と思索と 2006
共著
- 『清岡暎一君聴き書 回想八十年』聴く人 福沢諭吉協会 1989

### 翻訳
- シドニー・ウェッブ, ビアトリス・ウェッブ『労働組合運動の歴史』荒畑寒村監訳 高橋洸共訳 日本労働協会 1973

## 論文
- 飯田鼎『マルクス主義における革命と改良 : 第一インターナショナルに於ける階級・体制及び民族の問題』 慶應義塾大学〈経済学博士 乙第179号〉、1966年。NAID 50000044530。
  - 飯田鼎『マルクス主義における革命と改良 : 第一インターナショナルにおける階級体制および民族の問題』御茶の水書房、1966年。doi:10.11501/3023195。 NCID BN05307607。全国書誌番号:66004270。
- 飯田鼎「矢内原忠雄と日本帝国主義研究」『三田学会雑誌』第75巻第2号、慶應義塾経済学会、1982年4月、153(35)-169(51)、CRID 1390009454808759808、doi:10.14991/001.19820401-0035、ISSN 0026-6760。
- 飯田鼎「1920年代における労働組合組織の変遷 : 横断組合から縦断組合へ」『三田学会雑誌』第72巻第5号、慶應義塾経済学会、1979年10月、559(1)-574(16)、CRID 1390853879726816896、doi:10.14991/001.19791001-0001、ISSN 0026-6760。
- 飯田鼎「福沢諭吉と武士道 : 勝海舟内村鑑三および新渡戸稲造との関連において」『三田学会雑誌』第83巻第1号、慶應義塾経済学会、1990年4月、16-33頁、CRID 1390290769942090496、doi:10.14991/001.19900401-0016、ISSN 0026-6760。
- 飯田鼎「「脱亜論」以後福沢諭吉の清国および朝鮮観 : 福沢諭吉におけるアジア認識の変遷」『三田学会雑誌』第78巻第5号、慶應義塾経済学会、1985年12月、496(46)-511(61)、CRID 1390572244891409408、doi:10.14991/001.19851201-0046、ISSN 0026-6760。
- 飯田鼎「井上幸治・入交好脩編 経済史学入門」『三田学会雑誌』第59巻第12号、慶應義塾経済学会、1966年12月、1491(127)-1492(128)、CRID 1390573242461728000、doi:10.14991/001.19661201-0127、ISSN 0026-6760。
- 飯田鼎「鉄工組合と黎明期の日本労働運動 : 日本的クラフト・ユニオンの興亡」『三田学会雑誌』第60巻第8号、慶應義塾経済学会、1967年8月、835(1)-868(34)、CRID 1390854107969494272、doi:10.14991/001.19670801-0001、ISSN 0026-6760。
- 飯田鼎「『西洋事情』と福沢諭吉の政治経済思想 : チェンバーズの経済書と福沢諭吉の思想形成」『三田学会雑誌』第71巻第5号、慶應義塾経済学会、1978年10月、671(43)-687(59)、CRID 1390009454814887680、doi:10.14991/001.19781001-0043、ISSN 0026-6760。
- 飯田鼎「河上肇の思想遍歴 : 『社会主義評論』と「無我苑」の頃 : 「社会主義者」と「志士仁人」の間」『三田学会雑誌』第81巻第2号、慶應義塾経済学会、1988年7月、158(14)-171(27)、CRID 1390853719881893760、doi:10.14991/001.19880701-0014、ISSN 0026-6760。

## 親族
- 兄：飯田毅 - 鎌ケ谷市初代市長